# Charles François Maurice Houdaille
Pour les articles homonymes, voir Houdaille.
Charles François Maurice Houdaille, né le 7 mai 1858 à Vernioz et décédé le 24 octobre 1916 à Paris était un militaire français. Lieutenant-colonel du Génie, détaché au Ministère des Colonies, puis Colonel, il fut responsable de la Mission Houdaille qui permettra la création de la Régie des chemins de fer Abidjan-Niger. Il était membre de la Société française de photographie.
Il est enterré au Cimetière du Montparnasse. Il était propriétaire du château de Saint-Hilaire et bien que son nom se trouve sur la plaque du monument aux morts de cette ville, il ne figure pas sur la liste officielle des morts pour la France.
Il a laissé son nom à l'avenue Houdaille à Abidjan.